# Gymnopis syntrema
Gymnopis syntrema là một loài lưỡng cư thuộc họ Caeciliidae.
Loài này có ở Belize, Guatemala, và có thể cả Honduras.
Môi trường sống tự nhiên của chúng là rừng ẩm vùng đất thấp nhiệt đới hoặc cận nhiệt đới, vùng núi ẩm nhiệt đới hoặc cận nhiệt đới, các đồn điền, vườn nông thôn, và rừng thoái hóa nghiêm trọng.
Chúng hiện đang bị đe dọa vì mất môi trường sống.